# Morgantown (Virgínia Ocidental)
Morgantown é uma cidade localizada no estado norte-americano da Virgínia Ocidental, no Condado de Monongalia.

## Geografia
De acordo com o United States Census Bureau, a cidade tem uma área de 27,5 km², onde 26,3 km² estão cobertos por terra e 1,2 km² por água.

### Localidades na vizinhança
O diagrama seguinte representa as localidades num raio de 12 km ao redor de Morgantown.

## Demografia
Segundo o censo nacional de 2010, a sua população é de 29 660 habitantes e sua densidade populacional é de 1 126,04 hab/km². É a quarta cidade mais populosa da Virgínia Ocidental. Possui 12 664 residências, que resulta em uma densidade de 480,79 residências/km².